# Axolotl
De axolotl (Ambystoma mexicanum) is een salamander uit de familie molsalamanders (Ambystomatidae).
Het is een vrij grote soort die tot 30 centimeter lang wordt, inclusief de staart. Het lichaam is bruin tot grijs van kleur, maar de bekendste vormen zijn de witte exemplaren die in gevangenschap worden gehouden. De salamander kent onder natuurlijke omstandigheden geen metamorfose zoals andere salamanders. Het lichaam blijft de larvale kenmerken behouden maar het dier wordt wel geslachtsrijp. De axolotl heeft hierdoor een sterk, visachtig lichaam met kleine poten en een grote zijdelings afgeplatte staart. Een van de meest prominente kenmerken zijn de opvallende, roodgekleurde kieuwen die zich buiten het lichaam bevinden.
De axolotl leeft alleen in delen van Mexico en komt nergens anders in de natuur voor. De salamander leeft in diepe meren en blijft altijd in het water. Het leefgebied van de axolotl was vroeger veel groter, maar de salamander is uit grote delen van zijn oorspronkelijke leefgebied verdwenen. Veel meren waar de salamander voorkwam zijn drooggelegd om overstromingen te voorkomen. De axolotl wordt hierdoor door de natuurbeschermingsorganisatie CITES als een bedreigde diersoort beschouwd. Eind augustus 2009 waren er naar schatting niet meer dan 1200 exemplaren in het wild.

## Naamgeving
De Nederlandstalige naam axolotl komt uit de Azteekse taal Nahuatl, deze naam wordt geschreven als āxōlōtl. Ook in andere talen wordt deze naam vaak gebruikt. Axolotl heeft verschillende betekenissen zoals waterslaaf of waterhond. In de Spaanse taal wordt de salamander met ajolote aangeduid.
De soortnaam mexicanum verwijst naar het leefgebied van de salamander in Mexico.

## Verspreiding en habitat
De axolotl komt alleen voor in Mexico. De salamander komt alleen voor in het midden van het land, ten zuiden van de hoofdstad Mexico-Stad. Het is een bewoner van enkele grote meren, oorspronkelijk kwam de axolotl voor in het Xochimilcomeer in de deelstaat Xochimilco en het Chalcomeer in Midden-Mexico. Vroeger kwam de salamander waarschijnlijk ook voor in de meren Texcoco en Zumpango.
De wilde populaties zijn sterk bedreigd geraakt door de groei van de noordelijker gelegen Mexico-Stad, waardoor het Xochimilcomeer al grotendeels droog is komen te liggen. De met water gevulde delen van het zuidelijke deel van het Xochimilcomeer zijn vandaag de dag de enige bekende natuurlijke habitat van de salamander. Er zijn enkele waarnemingen bekend van de salamander in meren rond Mexico-Stad maar waarschijnlijk zijn deze populaties vertegenwoordigers van de verwante soort Ambystoma velasci.

### Habitat
De axolotl komt voor in bergmeren en de aangelegen kanalen. Dergelijke meren liggen op enige hoogte, het Xochimilcomeer is gelegen op een hoogte van meer dan 2200 meter boven zeeniveau. De axolotl is speciaal aangepast op bergmeren en behoudt de juveniele kenmerken zodat het dier permanent onder water kan leven. Er is geen metamorfose zoals bij veel andere salamanders. Een voordeel van het uitblijven van de metamorfose is het op het water aangepaste lichaam van de larve. Volledig getransformeerde molsalamanders hebben een worstvormig lichaam. De poten zijn groter en de staartzomen zijn verdwenen, wat het vermogen tot het zwemmen sterk beperkt. Daarnaast zijn salamanders op het land gevoelig voor uitdroging maar daar heeft de permanent in het water levende axolotl geen last van.
Het leefgebied van de axolotl bestaat uit diepe, permanente wateren in een vulkanische omgeving. Als ze transformeren verliezen ze de niet alleen de visachtige lichaamsvorm maar gaan ook de kieuwen verloren. Voor de axolotl zou dit eveneens alleen maar nadelig zijn. Op het rotsachtige, kale land is weinig voedsel te vinden. Hier staat tegenover dat er in habitats vergelijkbaar met die van de axolotl ook wel soorten molsalamanders zijn gevonden, zoals de tijgersalamander (Ambystoma tigris).

## Uiterlijke kenmerken

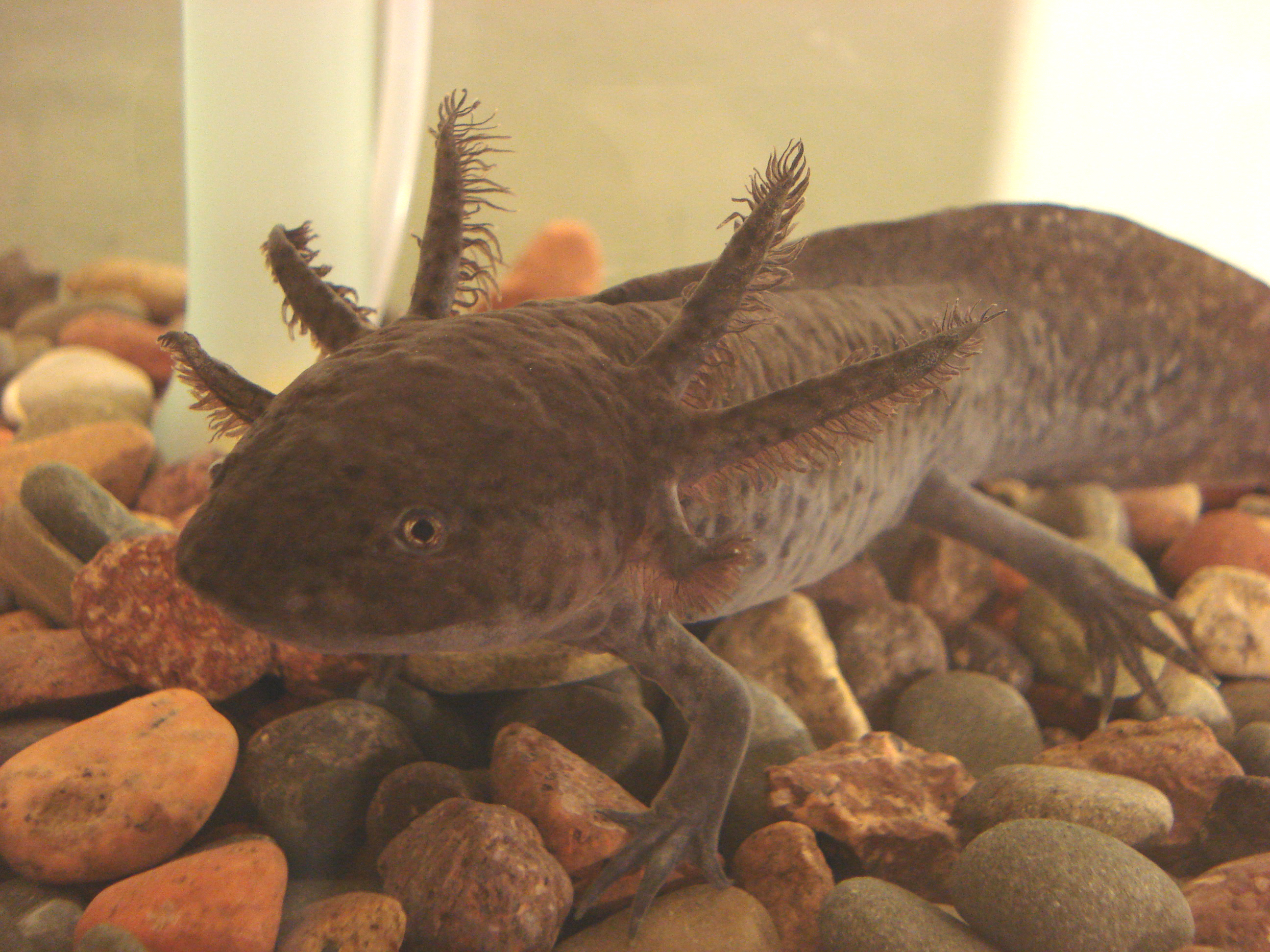
De lichaamskleur is normaal gesproken donker, duidelijk zichtbaar zijn de drie paar kieuwen aan weerszijden van de kop.

De axolotl is een relatief grote soort in vergelijking met andere salamanders. De totale lichaamslengte inclusief staart is gemiddeld ongeveer 20 centimeter en kan oplopen tot 30 cm. De huid van de dieren voelt zacht en fluweelachtig aan. Dit in tegenstelling tot de huid van de gemetamorfoseerde molsalamander, die een wat rubberachtige textuur heeft.
De lichaamskleur van de axolotl is chocoladebruin tot geheel zwart, de buikzijde en de poten zijn lichter van kleur. De meeste exemplaren die in gevangenschap worden gehouden zijn echter zeer licht van kleur. Men spreekt vaak van een 'witte' kleur maar de dieren zijn feitelijk roze omdat de bloedvaten door de huid zichtbaar zijn. Deze witte exemplaren zijn vaak leucistisch, dit wil zeggen dat alle huidpigmenten ontbreken, maar niet de pigmenten van de ogen. De ogen zijn hierdoor wel gekleurd en bij de axolotl zijn ze zwart van kleur.
Exemplaren die albinisme vertonen komen ook voor, deze zijn eveneens witroze maar hebben altijd 'rode ogen'. De rode kleur wordt hierbij veroorzaakt door de achterliggende bloedvaten. Wilde axolotls zijn zelden wit, maar de mutante witte vorm met donkere ogen die vaak voorkomt in laboratoria en dierenwinkels werd geschapen in een Amerikaans laboratorium in de jaren 50 van de twintigste eeuw. Ook het tegenovergestelde van albinisme komt voor- zij het veel zeldzamer. Dit wordt melanisme genoemd, en de dieren hebben hierbij juist te veel pigment en hebben een geheel zwarte kleur.
De kop is breed en enigszins afgeplat zodat een spatelachtige vorm ontstaat. De snuit is eveneens breed en de mondopening is relatief groot. De ogen van de salamander zijn juist klein en kraalachtig, de ogen hebben een zwarte kleur. Oogleden ontbreken altijd bij de axolotl waardoor de ogen niet gesloten kunnen worden.
Achter de kop zijn de varenachtige kieuwen aanwezig, die rood van kleur zijn. Hoewel de kieuwen uit de kop lijken te ontspruiten zijn ze gelegen aan de nek. De kieuwen zijn niet bedekt zoals de kieuwen van vissen en jonge kikkervisjes. Dergelijke uitwendige kieuwen komen ook voor bij andere salamanders, maar gaan verloren tijdens de metamorfose. Een volwassen salamander heeft normaal gesproken geen kieuwen meer, maar de axolotl is hierop een van de weinige uitzonderingen. De axolotl neemt niet alleen met de kieuwen zuurstof op uit het water maar ook door de huid. Ten slotte hebben de dieren ook longen, en ze moeten regelmatig naar de oppervlakte zwemmen om te ademen.
Op het midden van de rug is een lage kam aanwezig, aan weerszijden van deze kam zijn aan de flanken de costale groeven aanwezig. Dit zijn verticale groeven in de huid tussen de ribben. De rugkam gaat achter de staartwortel ononderbroken over in een hoge bovenste staartzoom. De onderste staartzoom is kleiner. De staart is hierdoor vinachtig lateraal afgeplat en relatief groot in vergelijking met (gemetamorfoseerde) molsalamander. De poten zijn klein en de vingers en tenen zijn dun. De poten staan relatief ver uit elkaar in vergelijking met andere molsalamanders. De voorpoten hebben altijd vier vingers terwijl de achterpoten vijf tenen dragen. De poten zijn niet erg krachtig en worden hoofdzakelijk gebruikt om over de bodem te lopen. Ze worden ook wel gebruikt om te sturen en te remmen als de salamander zwemt. Bij het zwemmen wordt de staart gebruikt, deze wordt samen met het lichaam heen- en weer bewogen om vooruit te komen.
Mannetjes en vrouwtjes zijn lastig te onderscheiden. De cloaca-omgeving van de mannetjes is in de regel meer opgezwollen.

## Levenswijze

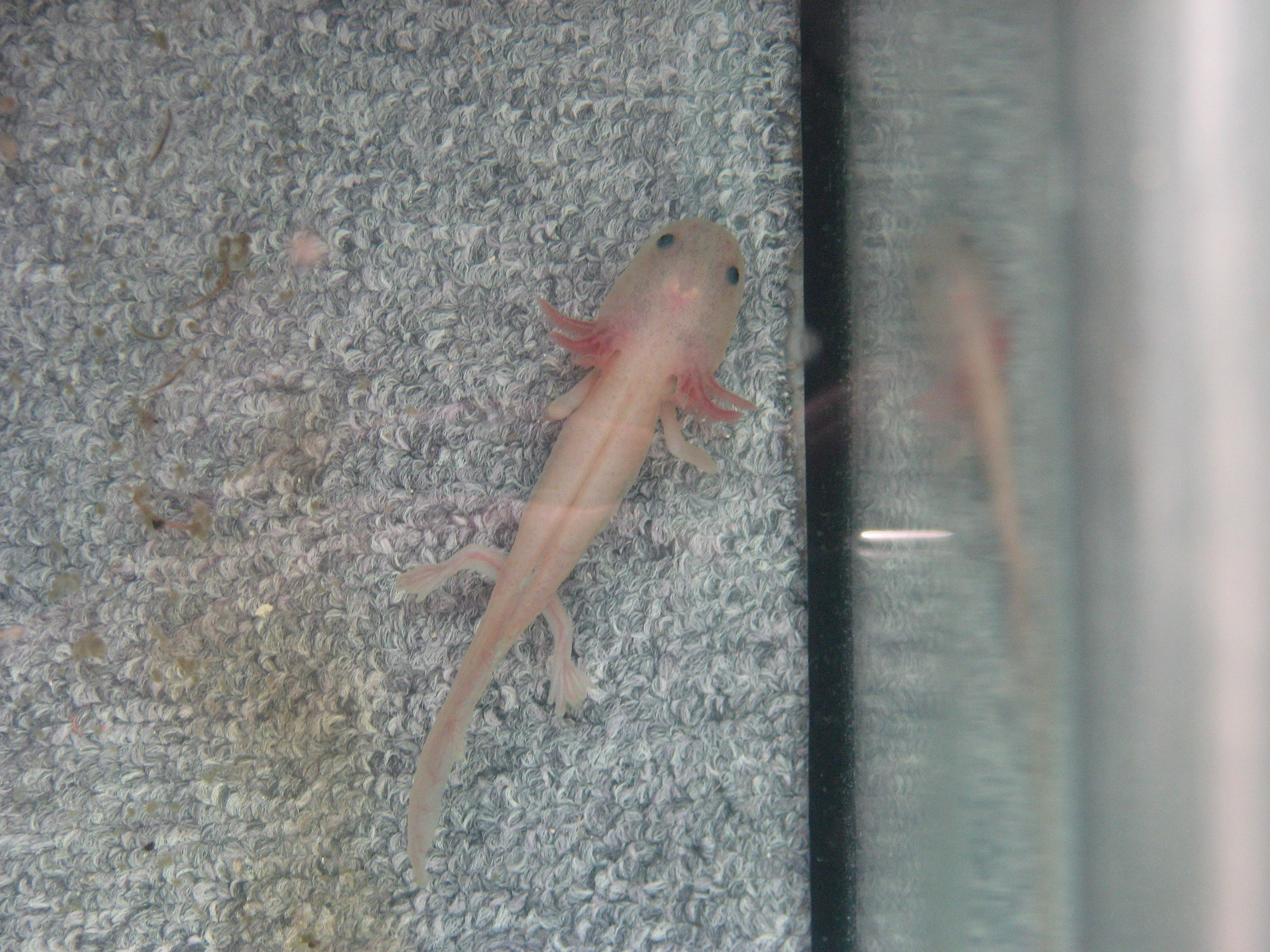
Van dit exemplaar zijn de voorpoten afgebeten door een soortgenoot. De voorpoten groeien na verloop van tijd gewoon weer aan.

Een opmerkelijk feit aan de axolotl is zijn mogelijkheid tot regeneratie: de axolotl herstelt zich zonder littekenweefsel te vormen. Hij kan zelfs vernielde ledematen herstellen, zoals blijkt uit in gevangenschap gehouden exemplaren. De salamanders bijten elkaar regelmatig lichaamsdelen af zoals kieuwen en delen van poten en van de staart. Als de dieren enige tijd in een apart aquarium worden gehouden genezen dergelijke verwondingen vaak volledig, en groeien zelfs de ledematen opnieuw aan.

### Voedsel en vijanden
De axolotl is een carnivoor ofwel een vleeseter. Hij jaagt op kleine prooidiertjes zoals insecten en kleine vissen, die hij in zijn geheel doorslikt.
De jonge exemplaren kiezen door hun kleinere lichaam iets kleinere prooidieren uit, zoals kleine diertjes die in het plankton leven en watervlooien. Grotere exemplaren eten onder andere wormen, insecten, insectenlarven en kleine vissen. Ook de larven van andere amfibieën zoals kikkers worden wel gegeten en zelfs de eigen kleinere soortgenoten zijn niet veilig.
De axolotl is een zichtjager, als een prooidier stil blijft zitten wordt het niet opgemerkt. Alles wat beweegt en niet te groot is wordt echter als voedsel gezien en opgeslokt. Ook is bekend dat de salamander elektrische velden kan waarnemen, die opgewekt worden door bewegende dieren.
Vijanden van de axolotl zijn bij de jongere dieren vooral de grotere exemplaren. Verder zijn roofvissen een belangrijke vijand. Vooral enkele soorten die door de mens zijn geïntroduceerd zijn een bedreiging.
De axolotl in gevangenschap eet vaak door de verzorger aangeboden muggenlarven, artemia, watervlooien, wormen, en insecten. Grotere levende insecten zoals meelwormen zijn gevaarlijk als voedseldier omdat ze inwendig ernstige schade aan kunnen richten.

### Voortplanting en ontwikkeling

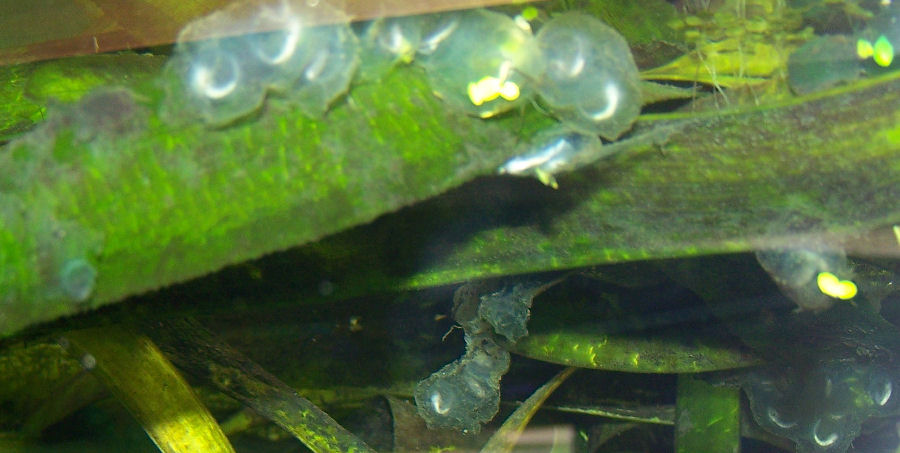
Eitjes van de axolotl met zichtbare embryo's.

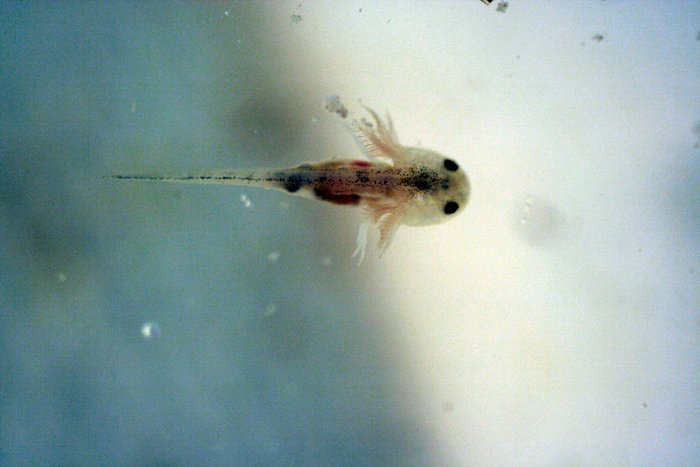
Larve van enkele dagen oud.

De axolotl paart in de lente en de vrouwtjes zijn eierleggend. Er vindt een balts plaats waarbij het mannetje een soort dansje maakt om de aandacht van een vrouwtje te trekken. Ze maken hierbij cirkelvormige bewegingen die nog het meest lijken op de wals. Hierbij scheidt het mannetje geurstoffen af uit zijn lichaamsklieren, en gebruikt zijn staart om ze naar het vrouwtje te waaieren.
Salamanders kennen een externe bevruchting en het mannetje maakt een zaadpakketje dat de spermatofoor wordt genoemd. Het pakketje wordt vóór het vrouwtje gedeponeerd waarna zij het opneemt in haar cloaca. Pas na enige tijd vindt de bevruchting plaats waarbij de spermacellen in contact komen met de eicellen.
Na enige tijd zet het vrouwtje eieren af, dit zijn er ongeveer 100 tot 300 per seizoen. De eieren hebben een gelatineus omhulsel dat opzwelt als het met water in contact komt. De eitjes worden op de bodem afgezet of aan waterplanten geplakt. De embryo's hebben een incubatietijd tot ongeveer twee weken. Als de jonge larven uit het ei kruipen eten ze kleine diertjes om snel te groeien. In de winter gaan de larven in een winterslaap. Na 12 tot 18 maanden worden ze volwassen, meestal in het eerstvolgende jaar na de overwintering.
De levensverwachting in het wild is ongeveer vijf tot zes jaar, maar in gevangenschap kan de axolotl veel ouder worden. De langstlevende exemplaren worden 10 tot 15 jaar oud.

#### Neotenie
De axolotl is een van de salamanders die in de regel geen volwassen vorm kent. De salamander wordt steeds groter maar er vindt geen metamorfose plaats, zoals bij de meeste andere salamanders en alle kikkers voorkomt. Pas na deze metamorfose lijken de jonge dieren op hun ouders. Van de axolotl werd lange tijd gedacht dat de dieren zich in het larvestadium voortplanten maar dit is feitelijk niet juist. De dieren hebben geslachtsorganen die bij de geboorte onderontwikkeld zijn en rijpen naarmate ze ouder worden. Ze worden dus wel volwassen, maar de metamorfose zoals die bij andere salamanders plaatsvindt, blijft uit. Het lichaam blijft hierdoor de larvale kenmerken behouden. Dit verschijnsel wordt wel neotenie genoemd.
De axolotl dankt zijn onvermogen om uiterlijk volwassen te worden aan een tekort aan jodium in het water. Hierdoor kan geen thyroxine worden aangemaakt. Dit zogenaamde prohormoon speelt een centrale rol in de metamorfose van amfibieën, het is een lichaamseigen stof die rijk is aan jodium. Wordt het prohormoon kunstmatig toegevoegd aan de salamander door het te injecteren dan transformeert het dier onmiddellijk. Ook als jodium aan het water wordt toegevoegd vindt na enige tijd metamorfose plaats doordat de dieren voldoende thyroxine kunnen produceren. De relatie tussen een jodiumgebrek en een tekort aan thyroxine is al lang bekend. Ook de mens maakt thyroxine aan, bij een tekort aan jodium treden schildklierproblemen op zoals hevige zwellingen. In de Amerikaanse staat Wyoming komt de tijgersalamander voor, een naaste verwant van de axolotl. In delen van deze staat komt weinig jodium voor in het drinkwater, waardoor er meer mensen met schildklierproblemen zijn. De tijgersalamander kent normaal gesproken een metamorfose, maar in gebieden waar weinig jodium in het water zit -zoals in delen van Wyoming- blijft de salamander in zijn larvale vorm.
Van waarnemingen in gevangenschap is gebleken dat de axolotl soms ook metamorfoseert als het waterpeil wordt verlaagd. Ze kunnen dan gemakkelijk ademhalen wat de metamorfose langzaam in gang zet, hierbij verdwijnen eerst de kieuwen. Als het waterpeil bij zich metamorfoserende dieren weer wordt verhoogd, stopt het proces. Als het waterpeil vervolgens hoog blijft, ontwikkelen de kieuwen zich weer opnieuw. Overigens is bekend dat slechts een deel van dergelijke exemplaren het uiteindelijk overleeft. Van alle exemplaren die zijn getransformeerd naar de volwassen vorm is bekend dat ze slechts zeer kort blijven leven.

## In de cultuur

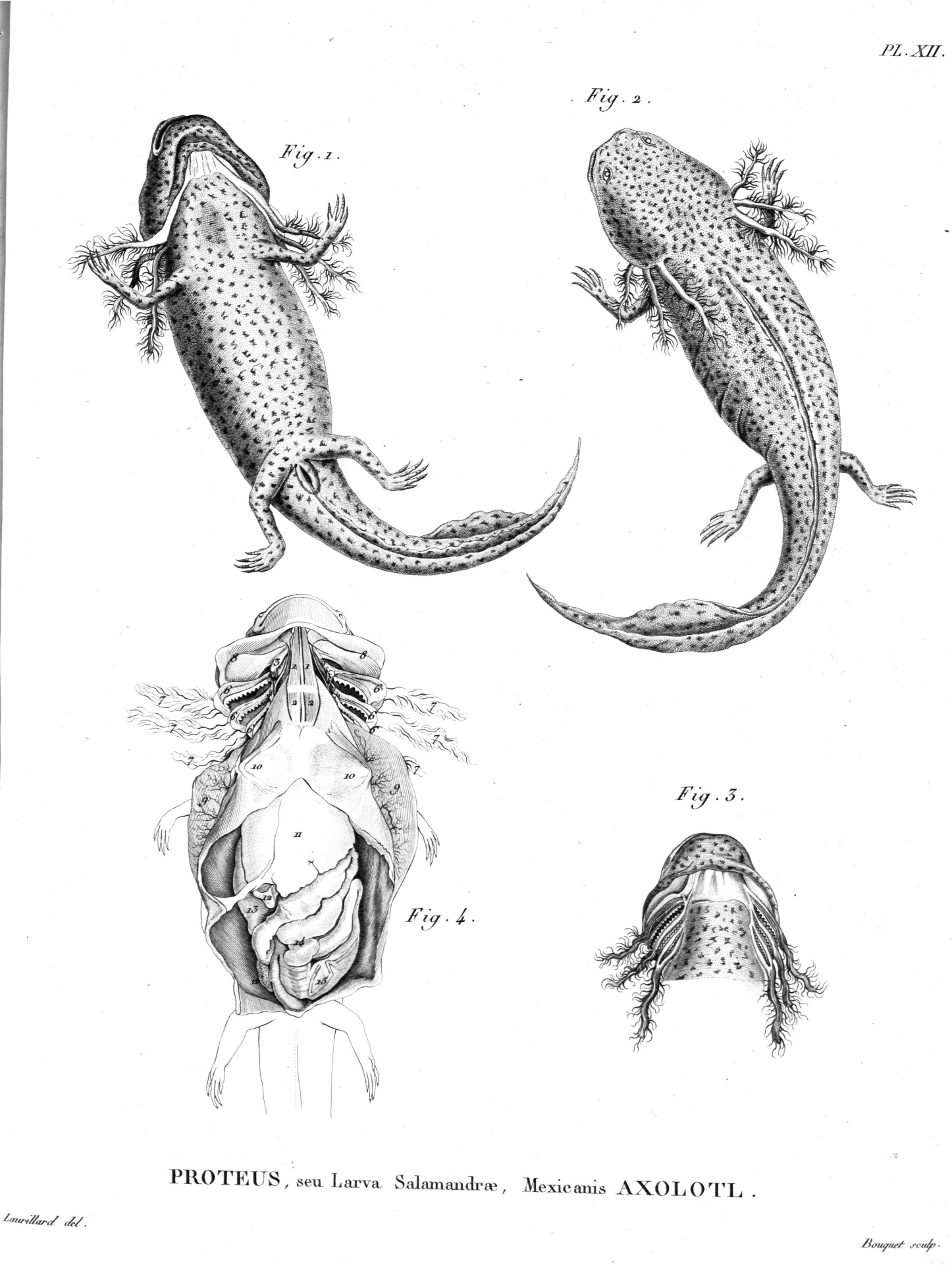
De axolotl is zeer goed onderzocht, afgebeeld is een tekening van de verschillende lichaamsdelen door Alexander Humboldt (1769–1859).

Toen de Spanjaarden in de zestiende eeuw Mexico in kaart brachten werden ze geconfronteerd met verschillende onbekende dieren en de axolotl was een van de meest opmerkelijke. Door de inheemse bevolking wordt aan de axolotl een medicinale werking toegeschreven. De dieren werden zowel vereerd als ook op grote schaal gegeten. Ook tegenwoordig worden nog wel dieren gevangen en opgegeten, ze worden hiertoe gekookt of geroosterd. De staart wordt traditioneel gegeten met peper en azijn.
De eerste levende axolotls werden in 1863 vanuit Mexico naar Parijs gebracht. Het betrof drieëndertig donkergekleurde exemplaren en één albino. Zij bleken zich snel aan te passen en plantten zich zelfs voort. Vanuit Parijs werden zowel eieren als volwassen axolotls verstuurd over de hele wereld. In Parijs werden de axolotls bestudeerd in een herpetologisch onderzoekscentrum voor reptielen en amfibieën door André Marie Constant Duméril. Georges Cuvier had al voor 1803 dode exemplaren bestudeerd die afkomstig waren van de onderzoeker Alexander von Humboldt. De overeenkomst met larven van de voor ons gewone salamanders was hem opgevallen en hij meende dat axolotls larven moesten zijn van een grote, onbekende salamander. Toen men zag dat de later bestudeerde, levende axolotls zich in het 'larvale stadium' gingen voortplanten, moest men deze gedachte wel opgeven.
De axolotl speelt door zijn opmerkelijke eigenschappen een navenante rol in de cultuur. Thomas Hunt Morgan ontving de Nobelprijs in 1933 voor zijn genetisch onderzoek waar onder andere axolotls bij betrokken waren. De bioloog Jean Rostand deed in Parijs tot in 1967 ook onderzoek waarbij hij axolotls gebruikte. De Argentijnse schrijver Julio Cortázar schreef een surrealistisch verhaal over de axolotl. Hierin vereenzelvigt de ik-figuur zich dermate met het dier, dat hun identiteit vervaagt en door elkaar lijkt te zijn overgenomen. Het verhaal is afkomstig uit de verhalenbundel Final del Juego (Einde van het spel) uit 1956 en werd opgenomen in de Nederlandstalige verzamelbundel Brief aan een meisje in Parijs, vertaald door J.A. van Praag (Meulenhoff, 1969). In het boek "De redding van Fré Bolderhey" van Simon Vestdijk komen axolotls voor. Hoofdstuk X bevat een passage waarbij axolotls in flessen op sterk water staan. De ene persoon zegt tegen de andere: "Ik moet worden als zij: grandioos onbeweeglijk, donker, klein, glad, een beetje zwart-fluwelig glad. Je kunt ook zeggen dood."
In de Duin-romans van Frank Herbert worden zogenaamde Axolotl-tanks gebruikt om menselijke klonen (ghola's) te kweken.
De axolotl wordt gebruikt in laboratoriumonderzoek en voor dit doel wordt de salamander in grote aantallen gekweekt. De eigenschappen van de axolotl worden bestudeerd in de embryologie, neurobiologie, genetica en regeneratie. De mogelijkheid tot regeneratie en de goed zichtbare embryo's zijn de interessantste onderdelen voor onderzoekers. De embryo's van de axolotl zijn relatief zeer groot en eveneens doorzichtig. De eieren en met name de ontwikkeling van de embryo's zijn hierdoor goed te bestuderen. Door de grootte zijn de verschillende stadia van de embryonale ontwikkeling goed te volgen. Ook wordt de axolotl, vooral in de Verenigde Staten, Groot-Brittannië, Australië en Japan veel als huisdier gehouden.

## In gevangenschap

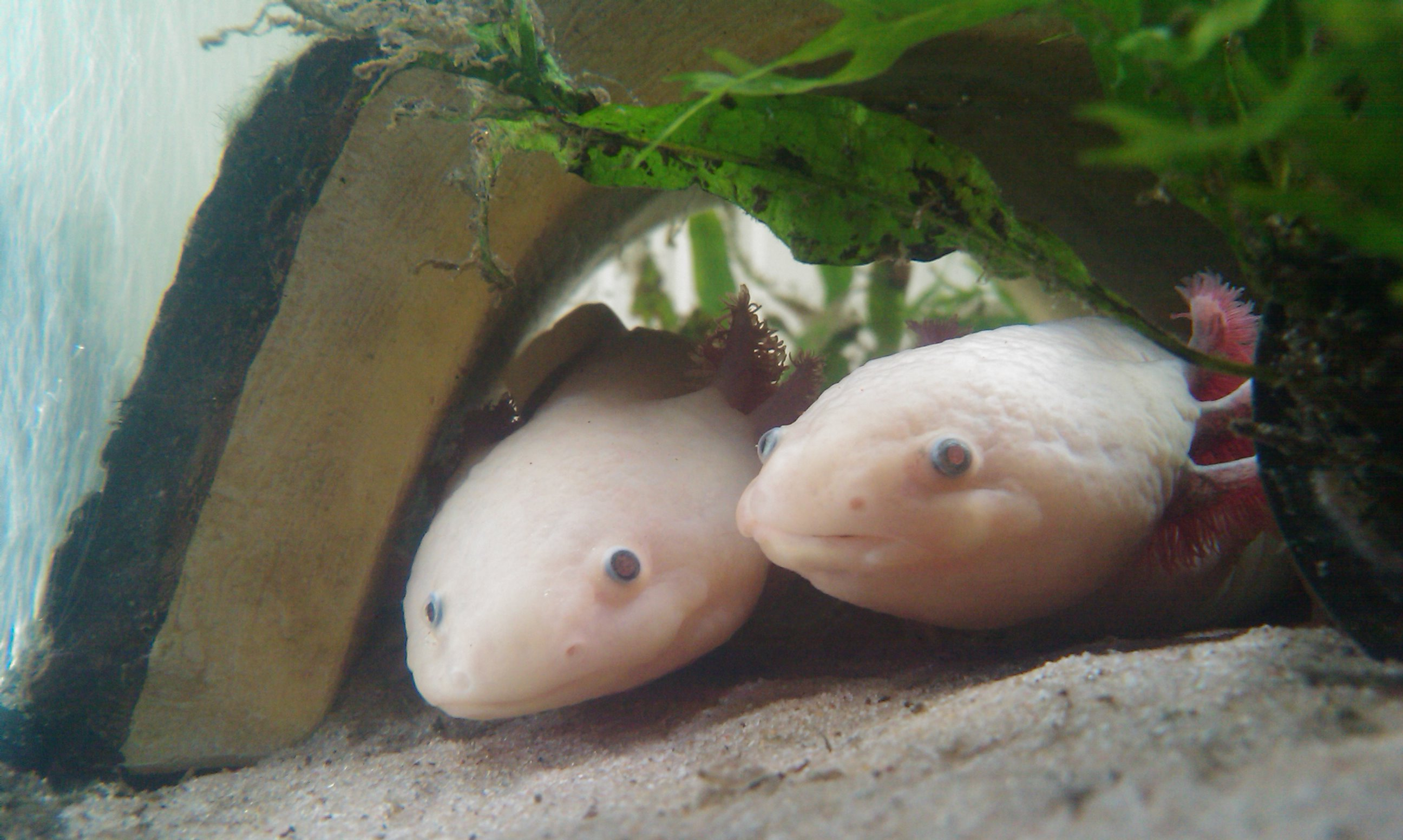
In gevangenschap gehouden exemplaren.

De axolotl is vrij eenvoudig in leven te houden in gevangenschap en is dan ook populair als exotisch huisdier. Van alle amfibieën die aan te merken zijn als huisdier is de axolotl wellicht de populairste en bekendste soort.
De salamander wordt soms in onderwijsinstellingen als huisdier gehouden maar er zijn ook particulieren die de dieren als huisdier houden. Axolotls blijven grotendeels op de bodem van de bak op donkere plaatsen. Af en toe komen ze naar de oppervlakte om lucht te happen. Veel aquaria zijn zo ingericht dat ze weinig goede schuilplaatsen bevatten, omdat men de dieren anders nooit ziet.
De axolotl leeft in relatief koel water en moet niet te warm worden gehouden omdat de dieren hier niet tegen kunnen. De watertemperatuur moet tussen 12 en 19 °C liggen. Zoals alle koudbloedige organismen zijn axolotls minder actief bij lage temperaturen. Hoge temperaturen moeten vermeden worden want deze veroorzaken stress, agressie en een grotere eetlust. Bij een temperatuur van 25 graden of hoger sterven de dieren. Om de winter na te bootsen kan de watertemperatuur verlaagd worden naar ongeveer 5 graden gedurende twee tot drie maanden.
In veel landen buiten Nederland is chloor aanwezig in het leidingwater en dit is schadelijk voor de axolotl. Een individuele axolotl heeft een bak met een volume van 40 liter en een diepte van minstens 15 cm nodig. Kannibalisme komt vaak voor bij axolotls, als er meerdere exemplaren in eenzelfde bak worden gehouden moeten deze ongeveer dezelfde grootte hebben. De jongere axolotls moeten veel eten en bijten elkaar vaak lichaamsdelen af. In gevangenschap gehouden axolotls zijn soms al na een jaar geslachtsrijp.
Het dieet van de axolotl in gevangenschap bestaat uit heel veel verschillende soorten voedsel, waaronder forel, zalmtabletjes, diepgevroren of levende (rode) muggenlarven of regenwormen. Meelwormen zijn af te raden omdat hun verharde segmentplaten in elkaar kunnen haken en zo voor verstoppingen in het spijsverteringskanaal kunnen zorgen. Levende kleine visjes kunnen beter niet als voer gegeven worden. Vissen kunnen aan de uitwendige kieuwen knabbelen waardoor deze kunnen beschadigen. Het voedsel moet wel bewegen anders hapt de axolotl niet toe. Dood voer wordt daarom met de hand of met een voedertang aangeboden waarbij het wat wordt bewogen.
Als bodemsubstraat is rondkorrelig rivierzand of kleinkorrelig grind het meest geschikt. Het best is om een bodembedekking te nemen van stenen met een minimale diameter van 2 cm. Als men gravel als bodembedekking gebruikt, bestaat de kans dat opgeslokte steentjes verstoppingen veroorzaken in het spijsverteringsstelsel van de axolotl.

## Bedreiging en bescherming
De axolotl is binnen natuurlijke areaal niet overal algemeen, en het verspreidingsgebied is in de afgelopen decennia aanmerkelijk kleiner geworden. De voornaamste oorzaak hiervan is het afdammen van toevoerrivieren naar de meren door de mens, waardoor grote delen van het oorspronkelijke merenstelsel zijn drooggelegd. Deze maatregelen zijn niet genomen om land te ontginnen- wat bij veel andere amfibieën een bedreiging is. De meren overstroomden in het verleden vaak delen van de steden en vormden zo een directe bedreiging voor de mens. Daarnaast was het water uit de meren een belangrijke bron van drinkwater. Vervuiling en het ongeschikt worden van delen van de natuurlijke habitat als leefgebied droegen bij aan de achteruitgang. Door de internationale natuurbeschermingsorganisatie IUCN wordt de axolotl als sterk bedreigd beschouwd (CE of Critically Endangered).
De populatiedichtheden zijn zeer laag en zijn in de afgelopen jaren sterk afgenomen. In 1998 vonden onderzoekers in de kanalen van Xochimilco nog gemiddeld 60 exemplaren per hectare, in 2004 waren dat nog 10 exemplaren per hectare. Omdat de salamander in grote aantallen in gevangenschap wordt gekweekt is de ex-situpopulatie veel groter dan het aantal dieren in het wild. Om de axolotl en andere dieren in zijn areaal voor uitsterven te behouden worden beschermingsprogramma's gemaakt. Deze bestaan vooral uit het voorlichten van de bevolking om de dieren niet te vangen en door het stimuleren van ecotoerisme.

## Taxonomie en indeling

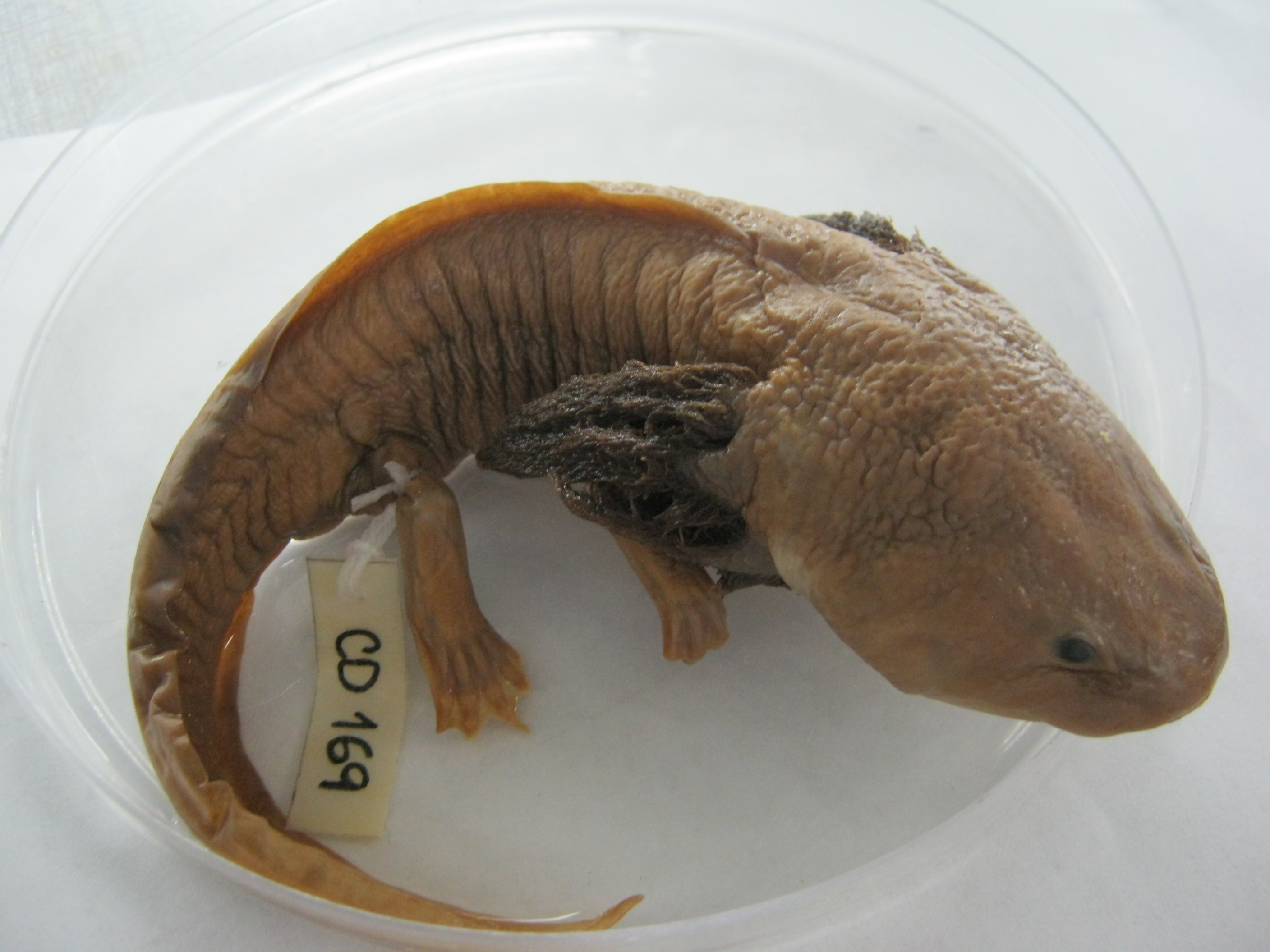
Een geconserveerd exemplaar in Universidad del Valle, Colombia.

De soort werd voor het eerst wetenschappelijk beschreven door George Shaw in 1789. Oorspronkelijk werd de wetenschappelijke naam Gyrinus mexicanus gebruikt. De salamander is onder verschillende wetenschappelijke namen beschreven, zoals Siren pisciformis, Triton mexicanus, Siredon axolotl, Axolotus pisciformis, Stegoporus mexicanum. De axolotl is hierdoor in de literatuur onder verschillende namen terug te vinden. In dierenencyclopedieën van enige decennia geleden wordt vaak de naam Siredon mexicanum gebruikt. Het geslacht Siredon wordt tegenwoordig niet langer erkend.
Wetenschappers hebben lange tijd getwijfeld over de classificatie van de axolotl. De axolotl werd als enige salamander aan Siredon toegewezen vanwege de afwijkende vorm. Ook van andere salamanders is het verschijnsel neotenie wel bekend maar komt slechts zelden voor. Bij de axolotl is het echter de standaardvorm, wat tot veel verwarring zorgde. De enige andere salamanders die strikt neoteen zijn wijken uiterlijk sterk af van de axolotl maar toch werd de salamander eens in deze groep geplaatst.
Pas toen wetenschappers erin slaagden om de dieren volwassen te laten worden kon men de morfologie van een volledig ontwikkeld exemplaar bestuderen en werd het dier tot de molsalamanders uit het geslacht Ambystoma gerekend.
Van de axolotl zijn geen ondersoorten beschreven. In het verleden is de axolotl zelf wel beschouwd als een ondersoort van de tijgersalamander (Ambystoma tigris). Deze soort lijkt als larve sterk op de axolotl en in het laboratorium kunnen de twee soorten nakomelingen produceren. In het wild zijn nog nooit waarnemingen gedaan van natuurlijke hybriden van de twee soorten.